# 양상 논리
논리학에서 양상 논리(樣相論理, 영어: modal logic)는 논리 체계의 일종으로, 명제의 필연성·가능성·불가능성과 같은 양상(modality)을 서술할 수 있는 논리이다. 예컨대 진리 양상 논리에서 기호 □는 명제가 반드시 참임(필연성)을, ◇는 명제가 참일 수 있음(가능성)을 나타낸다.

## 정의

### 통사론
양상 논리는 일반 명제 논리의 기호 ({\displaystyle \land }, {\displaystyle \lor }, {\displaystyle \lnot }, {\displaystyle \implies } 등) 이외에도 다음과 같은 두 기호를 갖는다.
{\displaystyle \Box }
{\displaystyle \Diamond }
이들 사이에는 다음과 같은 관계가 있다.
{\displaystyle \lnot \Box \lnot =\Diamond }
{\displaystyle \lnot \Diamond \lnot =\Box }
이 두 기호는 여러 가지로 해석할 수 있으나, 일반적인 진리 양상 논리(alethic logic)에서는 다음과 같이 해석한다.
- {\displaystyle \Box P}: 명제 {\displaystyle P}는 필연적으로 참이다. 즉, {\displaystyle P}는 모든 가능한 세계에서 참이다.
- {\displaystyle \Diamond P}: 명제 {\displaystyle P}는 개연적으로 참이다. 즉, {\displaystyle P}가 참인 세계가 존재한다.

이 밖에도, 다르게 해석할 수도 있다. 예를 들어, {\displaystyle \Box P}를 다음과 같이 해석할 수 있다.
- 증명가능성 논리(영어: provability logic)
  - {\displaystyle \Box P}: 명제 {\displaystyle P}는 증명할 수 있다.
  - {\displaystyle \Diamond P}: 명제 {\displaystyle P}는 반증할 수 없다.
- 인식론적 논리(영어: epistemic logic):
  - {\displaystyle \Box P}: 명제 {\displaystyle P}가 참인 것을 안다.
  - {\displaystyle \Diamond P}: 명제 {\displaystyle P}가 거짓인 것을 알지 못한다.
- 의무론적 논리 (영어: deontological logic):
  - {\displaystyle \Box P}: 명제 {\displaystyle P}를 만족시킬 의무가 있다.
  - {\displaystyle \Diamond P}: 명제 {\displaystyle P}를 만족시키는 것이 허용된다.

### 공리계
양상 논리는 명제 논리의 공리 및 전건 긍정의 형식을 가진다. 이 밖에도, 양상 논리 고유의 다음과 같은 공리들이 있다. 우선, 가장 기본적인 양상 논리 K는 명제 논리에 다음과 같은 두 공리를 추가하여 얻는다.
{\displaystyle P\vdash \Box P}
{\displaystyle \Box (P\implies Q)\implies (\Box P\implies \Box Q)}
이 밖에도, 다음과 같은 공리들을 생각할 수 있다.
(T공리) {\displaystyle \Box P\implies P}
간혹 M공리로 불리기도 함
(4번 공리) {\displaystyle \Box P\implies \Box \Box P}
(5번 공리) {\displaystyle \Diamond P\implies \Box \Diamond P}
(B공리) {\displaystyle P\implies \Box \Diamond P}
브라우어르(Brouwer)의 성씨의 머릿글자.
(D공리) {\displaystyle \Box P\implies \Diamond P}
주로 의무론적 논리에서 쓰임. 영어 deontology(의무론)의 머릿글자.
(GL공리) {\displaystyle \Box (\Box P\implies P)\implies \Box P}
간혹 L공리로 불리기도 함. 괴델-뢰브(Gödel–Löb)의 약자.
K에 이 공리들 가운데 일부를 추가하면 다음과 같은 양상 논리들을 얻는다.
T = K + T공리
K4 = K + 4번 공리
S4 = K + T공리 + 4번 공리
S5 = K + T공리 + 5번 공리 = S4 + 5번 공리 = S4 + B공리
D = K + D공리
D45 = K + D공리 + 4번 공리 + 5번 공리
GL = K + GL공리
다음을 보일 수 있다. 여기서는 모두 적어도 K를 가정한다.
GL ⊢ 4, ¬T
S5 ⊢ 4, D
S4 + D ⊢ 5
즉, S4 + D = S5이다.

## 의미론
양상 논리에서 가장 많이 쓰이는 의미론은 크립키 모형(영어: Kripke model)로, 이를 통해 각종 양상 논리들의 모형을 정의할 수 있다. 크립키 의미론은 존재할 수 있는 세계인 '가능세계'를 가정하는 가능세계론에 근거한다.
일반적인 양상 논리 의미론에서는 순서쌍 {\displaystyle \langle G,R\rangle }이 정의된다. 우선 구조로서 정의되는 G는 가능세계(possible worlds)들의 (비공)집합이며, 접근가능성 관계(accessibility relation)라 불리는 관계 R은 가능세계들 간의 이항관계이다. 예를 들어, w R u는 세계 u가 세계 w로부터 접근가능함을 뜻한다. 또한 현실세계(the actual world)도 정의할 수 있는데, 이는 G 속의 한 불변항 {\displaystyle w*}로 나타내어진다.
이제 가능 세계들과 양의 문자들(positive literals) 간의 관계 v를 정의하는데, 이는 위의 구조를 모형으로 확장시키기 위하여 G 속의 각 세계에 있어서 모든 명제들의 진리값을 특정하는 과정이다. 만약 {\displaystyle v(w,P)}인 세계 w가 존재한다면, P는 w에 있어서 참이다. 이에 따라 모형은 {\displaystyle \langle G,R,v\rangle }가 된다.
이제 모형 안에서 세계 속의 논리식의 참을 재귀적으로 정의한다(iff는 필요충분조건):
- {\displaystyle v(w,P)} 이면 {\displaystyle w\models P} 이다
- {\displaystyle w\models \neg P} iff {\displaystyle w\not \models P}
- {\displaystyle w\models (P\wedge Q)} iff {\displaystyle w\models P} and {\displaystyle w\models Q}
- {\displaystyle w\models \Box P} iff G의 모든 원소 u에 대하여 w R u 이면 {\displaystyle u\models P} 일 때
- {\displaystyle w\models \Diamond P} iff G 일부 원소 u에 대하여 w R u이며 {\displaystyle u\models P} 일 때
- {\displaystyle \models P} iff {\displaystyle w*\models P}

그러니 이러한 양상논리 의미론에서, 명제의 참 여부는 어떠한 가능세계 w 안에서만 결정될 수 있는 상대적 특성을 가진다. w에 접근가능한 모든 세계에 있어서 참이면 가능세계 w에서 필연적으로 참이고, w에 접근가능한 일부 세계에 있어서 참이면 가능세계 w에서 참임이 가능하다는 것이다.
양상 논리의 체계들은 거기에 대응되는 접근가능성 관계의 특성에 의하여 구별된다. 어떠한 접근가능성 관계가:
- 반사적(reflexive)이라 함은, G에 속하는 모든 w에 대하여 wRw이라는 것이다.
- 대칭적(symmetric)이라 함은, G에 속하는 모든 w, u에 대하여 wRu 이면 uRw이라는 것이다.
- 추이적(transitive)이라 함은, G에 속하는 모든 w,u,q에 대하여 wRu 이고 uRq 이면 wRq이라는 것이다.
- 연속적(serial)이라 함은, G에 속하는 각 w에 대하여 wRu 인 (G에 속하는) 어떤 u가 존재한다는 것이다.
- 유클리드적(Euclidean)이라 함은, 모든 u,t,w에 대하여 wRu 이고 wRt 이면 uRt이라는 것이다. 유클리드의 원론의 공리 1에 대응되기에 이러한 이름이 붙었으며, 대칭성과 추이성으로부터 도출될 수 있다.

이러한 조건들에 의하여 양상 공리 체계들을 설명하면:
- K := 조건 없음
- D := 연속적
- T := 반사적
- B := 반사적, 대칭적
- S4 := 반사적, 추이적
- S5 := 반사적, 유클리드적

S4의 경우, 위상 공간으로서 의미론을 정의할 수 있다. 이 경우, 대응성은 다음과 같다.
| S4 양상 논리                            | 위상수학                                          |
| --------------------------------------- | ------------------------------------------------- |
| 명제 {\displaystyle \phi ,\chi }        | 위상 공간의 부분집합 {\displaystyle S,T\subset X} |
| 논리합 {\displaystyle \phi \lor \chi }  | 합집합 {\displaystyle S\cup T}                    |
| 논리곱 {\displaystyle \phi \land \chi } | 교집합 {\displaystyle S\cap T}                    |
| 함의 {\displaystyle \phi \to \chi }     | {\displaystyle (X\setminus S)\cup T}              |
| 부정 {\displaystyle \lnot \phi }        | {\displaystyle X\setminus S}                      |
| {\displaystyle \Box \phi }              | 내부 {\displaystyle \operatorname {int} (S)}      |
| {\displaystyle \Diamond \phi }          | 폐포 {\displaystyle \operatorname {cl} (S)}       |

이 경우, S4의 공리들은 내부와 폐포의 성질로 해석할 수 있다.

## 같이 보기
- 1차 논리
- 인식 논리